# Vjačeslav Bucaev
Vjačeslav Gennad'evič Bucaev (in russo Вячеслав Геннадьевич Буцаев?; Togliatti, 13 giugno 1970) è un ex hockeista su ghiaccio russo, fino al 1991 sovietico.

## Palmarès

### Olimpiadi invernali
- 1 medaglia:
  - 1 oro (Albertville 1992[1])

### Mondiali
- 3 medaglie:
  - 1 oro (Germania 1993[2])
  - 1 argento (Svezia 2002[2])
  - 1 bronzo (Finlandia 1991[3])

### Mondiali giovanili
- 1 medaglia:
  - 1 argento (1990[3])